# Штефэнукэ, Петру
Петру Штефэнукэ (рум. Petre Ștefănucă; 14 ноября 1906 , Яловены — 12 июля 1942, Татарская АССР) — молдавско-румынский учёный, филолог, писатель, этнограф, фольклорист, социолог, педагог.

## Биография
Родился в г. Яловены ныне Яловенского района Молдавии.
Окончил филологический факультет Бухарестского университета. Работал учителем средних школ в Бендерах, Аккермана и Кишинёва.
С 1934 года — секретарь Румынского Института общественных исследований в Бессарабии, с 1939 года — директор этого института.
После вхождения Бессарабии в состав СССР работал научным сотрудником молдавского Института истории, экономики и языка.
Вёл полемику с руководством Отдела молдавского языка и литературы, по вопросам развития грамматики молдавского языка. Требовал сохранить латинский алфавит и использование названий на румынском языке, что стало причиной ареста ученого 9 октября 1940 года органами НКВД. В апреле 1941 года был обвинен в том, что он представляет «опасность для пролетарского общества», а его научные работы «противоречат духу времени». На суде, не зная русского, настаивал на том, чтобы отвечать на своем родном румынском языке.
После апелляции, с которой он обратился в Президиум Верховного Суда Молдавской ССР, смертная казнь ему была заменена на десять лет лишения свободы в колонии для политических заключенных в Татарской АССР.
Находясь в лагере, тяжело заболел и умер, согласно документам, 12 июля 1942 года.
Реабилитирован посмертно в 1990 году.

## Научная деятельность
П. Штефэнукэ одним из первых начал проводить научные исследования духовного наследия бессарабских румын. Был одним из немногих интеллектуалов Бессарабии, направлявших усилия на создание современной структуры литературного молдавского и румынского языков.

## Избранная библиография
- «Фольклор и народные традиции» (1991),
- «Folclor din judetul Lapușna»,
- «Literatura populară a satului Iurceni»,
- «Cercetări folclorice pe valea Nistrului-de-Jos»,
- «Două variante basarabene la basmul Harap-Alb al lui Ion Creangă»,
- «Datinele de Crăciun și Anul nou pe valea Nistrului-de-Jos»,
- «Amintiri din războiul mondial».

## Память
- Именем Петру Штефэнукэ названа улица, библиотека и лицей в г. Яловены.
- Почта Молдавии в 2006 году выпустила марку, посвященную 100-летнему юбилею Петру Штефэнукэ.